# Мала Шопурка
Мала Шопу́рка (інша назва — Крайня Ріка) — річка в Українських Карпатах, у межах Рахівського району Закарпатської області. Права притока Шопурки (басейн Тиси).

## Опис
Довжина річки 28 км, площа басейну 121 км². Долина V-подібна, на окремих ділянках — ущелиноподібна, завширшки до 300 м. Річище слабозвивисте, помірно розгалужене, його ширина до 40 м (у пониззі). Трапляються порожисті ділянки, є острови. Похил річки 39 м/км.

## Розташування
Мала Шопурка бере початок при східних схилах гори Мала Куртяска, що на головному хребті Свидовецького масиву. Тече переважно на південь. У межах смт Кобилецька Поляна зливається з річкою Середня Ріка, даючи початок річці Шопурці.
Притоки: Шанта, Скуртул (праві); Довгий (ліва).
- У верхів'ях річка носить назву потік Куртяський.